# 사예드 카슈아
사예드 카슈아(סייד קשוע )  (1975년 출생)은 이스라엘 티라에서 태어난 팔레스타인 작가이자 저널리스트로, 히브리어와 영어로 된 그의 책과 해학적 칼럼으로 유명하다.
이스라엘 티라에서 팔레스타인 이슬람계 아랍인 부모 사이에서 태어났다. 1990년에 그는 예루살렘의 명문 기숙 학교인 이스라엘 예술 과학 아카데미에 입학했다. 예루살렘 히브리 대학교에서 사회학과 철학을 공부했다.
문학 쪽으로의 노출은 14세 때 이스라엘 예술 과학 아카데미에서 시작되었다. 호밀밭의 파수꾼을 읽은 후 그는 책에 대한 열정을 발견하고 주로 유대 국가의 아랍 이야기에 대해 글을 쓰기 시작했다. 더 평등한 이스라엘을 만드는 것을 목표로 글을 썼다. 그의 첫 번째 소설인 춤추는 아랍인 (Dancing Arabs, 2002)은 엘리트 유대인 기숙학교에 다니는 무명의 아랍-이스라엘인과 적응하기 위해 아랍인과 유대인의 정체성 사이를 암호 교환하는 이야기를 들려준다. 종종 비극적 코미디 장르로 포장되는 이러한 반자전적 주제인 정체성과 중간성은 카슈아의 글의 특징이 되었다. 수년에 걸쳐 그의 소설은 청중과의 친숙함을 조성하고 실생활에서 이러한 정체성에 대한 인식을 전복시키기 위해 고정관념적인 캐릭터(유대인과 아랍인 이스라엘의 풍자 만화)를 자주 사용한다.